# Comté de Sayn-Wittgenstein
Pour les articles homonymes, voir Wittgenstein (homonymie).
1345–1800
Entités suivantes :
- Hesse-Darmstadt, Hombourg dans le Grand-duché de Berg
- Prusse

Le comté de Sayn-Wittgenstein était un État du Saint-Empire romain germanique. La famille princière zu Sayn-Wittgenstein est une famille de la haute noblesse allemande qui subsiste toujours aujourd'hui.
Son territoire est compris dans le Sauerland, en Rhénanie-du-Nord-Westphalie (arrondissement de Siegen-Wittgenstein), et fut de nombreuses fois divisé entre le nord (autour de Bad Berleburg) et le sud (autour de Bad Laasphe).

## Histoire
Le comté du Saint-Empire fut créé par la réunion des comtés de Sayn-Homburg et de Wittgenstein à la suite du mariage de Salentin de Sayn-Homburg (branche cadette des comtes de Sayn de la Maison de Sponheim) avec Adélaïde de Wittgenstein en 1345. 
Les possessions se sont poursuivies en deux lignes à partir de 1361 :
- les possessions autour de Sayn, Altenkirchen et Hachenburg dans la Lignée Sayn-Sayn,
- les possessions autour de Homburg (près de Nümbrecht) et l'héritage Wittgenstein autour de Laasphe et Berleburg dans la Lignée Sayn-Wittgenstein.

Ces deux lignes se réunirent brièvement au début du XVIIe siècle. Puis le comte Louis de Sayn-Wittgenstein partagea son héritage entre ses trois fils, avec confirmation impériale de 1607 : 
Le fils aîné, Georges (né en 1565) hérite de la partie nord du comté de Wittgenstein, basé à Berleburg, ainsi que de la domination impériale de Homburg. Il fonda la lignée des comtes de Sayn-Wittgenstein-Berleburg, qui furent élevés au rang de princes impériaux (« Fürst ») en 1792.
Le deuxième fils, Guillaume III (né en 1569), a d'abord épousé la comtesse Anna Elisabeth von Sayn, héritière de la lignée Sayn-Sayn qui s'est éteinte en 1606. En 1605, il fonde la lignée (plus ancienne) des comtes de Sayn-Wittgenstein-Sayn basée à Sayn. Cependant, cette lignée s'éteignit en 1636 avec le comte Ernst et sa veuve, Louise-Julienne d'Erbach, fut expulsée par les proches de son mari. Après avoir récupéré l'héritage avec la paix de Westphalie en 1648, la comtesse partage le comté entre ses deux filles restantes en 1652, car quatre autres enfants étaient morts jeunes : en comté de Sayn-Hachenburg et en comté de Sayn-Altenkirchen. Les deux comtés sont venus dans d'autres maisons à la suite des mariages des filles : Sayn-Hachenburg passa des Comtes de Manderscheid-Blankenheim en 1714 aux Burgraves de Kirchberg, et en 1799 aux Princes de Nassau-Weilburg. Sayn-Altenkirchen passa au ducs de Saxe-Eisenach jusqu'en 1741, puis aux margraves de Brandebourg-Ansbach, dont les territoires sont annexés à la Prusse en 1791. À la suite du Recès d'Empire en 1803, le comté fut attribué à la Principauté de Nassau-Usingen, qui avec Nassau-Weilburg fut élevée au duché de Nassau en 1806. Les princes des deux lignées autrefois indépendantes (Berlebourg et Hohenstein) ont conservé leur statut, leur égalité avec les maisons souveraines restantes et certains droits politiques spéciaux en leur qualité de « Standesherren » (« seigneurs de rang »), créés par l' Acte confédéral allemand.
Le troisième fils, Ludwig II (né en 1571, régna de 1607 à 1634), hérita de la partie sud du comté de Wittgenstein avec le château de Wittgenstein à Laasphe. Il établit la lignée des comtes de Sayn-Wittgenstein-Wittgenstein. Depuis que Jean VIII a reçu le Comté d'Hohnstein dans les montagnes du Harz comme fief du Brandebourg en 1647, la ligne s'appelle Sayn-Wittgenstein-Hohenstein ; mais dès 1699, l'électeur de Brandebourg a retiré le comté de Hohnstein, bien que les comtes qui ont continué à régner à Wittgenstein aient conservé le nom. En 1801, ils furent élevés au rang de princes impériaux. La lignée Wittgenstein-Hohenstein s'éteignit en 1948; plusieurs princes de la branche de Berleburg ont hérité du domaine.
En 1607 le comté de Sayn-Wittgenstein fut divisé entre les comtés de :
- Sayn-Wittgenstein-Berleburg :Blason des princes de Sayn-Wittgenstein-Berleburg.

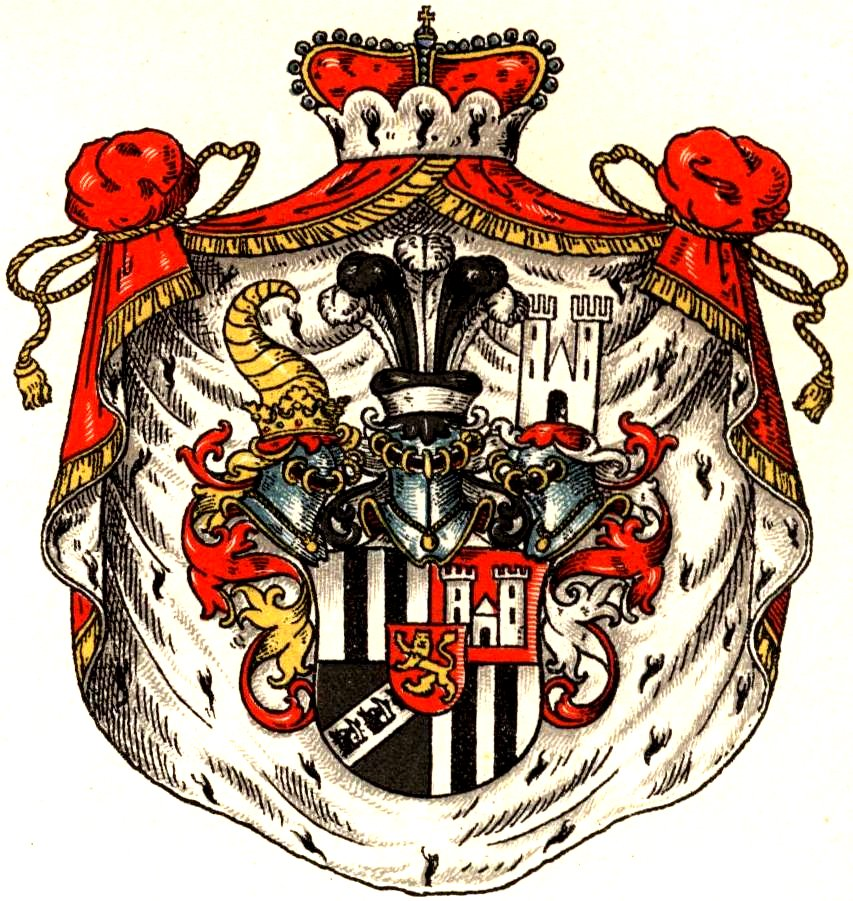
Blason des princes de Sayn-Wittgenstein-Berleburg.

  - en 1631, ce comté fut une première fois divisé entre les comtés de Sayn-Wittgenstein-Berleburg, Sayn-Wittgenstein-Homburg et Sayn-Wittgenstein-Neumagen,
  - en 1631, ce comté a été divisé une seconde fois entre les comtés de :
    - Sayn-Wittgenstein-Berleburg : élevé en principauté en 1792, médiatisé au profit du grand-duché de Hesse en 1806,
    - Sayn-Wittgenstein-Karlsburg : médiatisé au profit du grand-duché de Hesse en 1806 ,
    - Sayn-Wittgenstein-Ludwigsburg : médiatisé au profit du grand-duché de Hesse en 1806. La plus jeune lignée Sayn-Wittgenstein-Sayn, qui existe encore aujourd'hui, est issue de cette branche.
- Sayn-Wittgenstein-Sayn (dans les anciens territoires du comté de Sayn, dont l'héritière Anne-Elisabeth épouse Guillaume III de Sayn-Wittgenstein en 1591). Le comté fut divisé entre les comtés de :
  - Sayn-Wittgenstein-Altenkirchen : hérité d'autres familles. Médiatisé en 1803 au profit du Nassau-Weilbourg.
  - Sayn-Wittgenstein-Hachenburg : hérité d'autres familles. Médiatisé en 1803 au profit du Nassau-Weilbourg.
- Sayn-Wittgenstein-Wittgenstein. En 1657, le comté fut divisé entre les comtés de :
  - Sayn-Wittgenstein-Hohenstein : élevé en principauté en 1801, médiatisé en 1806 au profit du grand-duché de Hesse,
  - Sayn-Wittgenstein-Vallendar : réuni en 1775 au Sayn-Wittgenstein-Hohenstein.

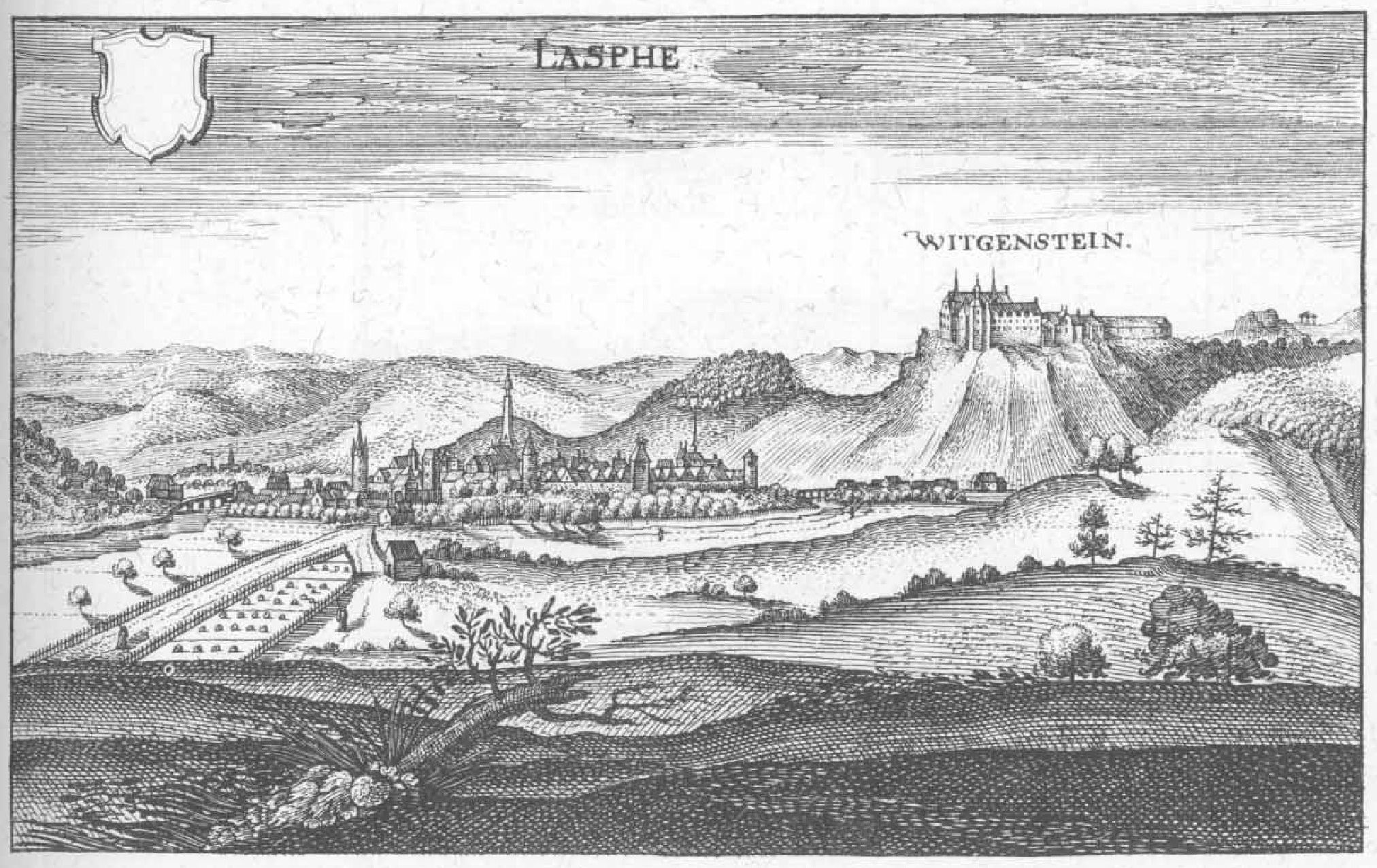
Château de Wittgenstein à Laasphe (1655).
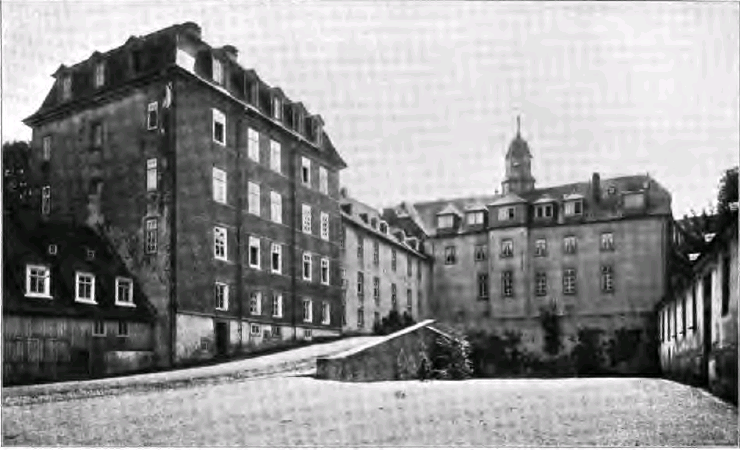
Château de Wittgenstein (1903).
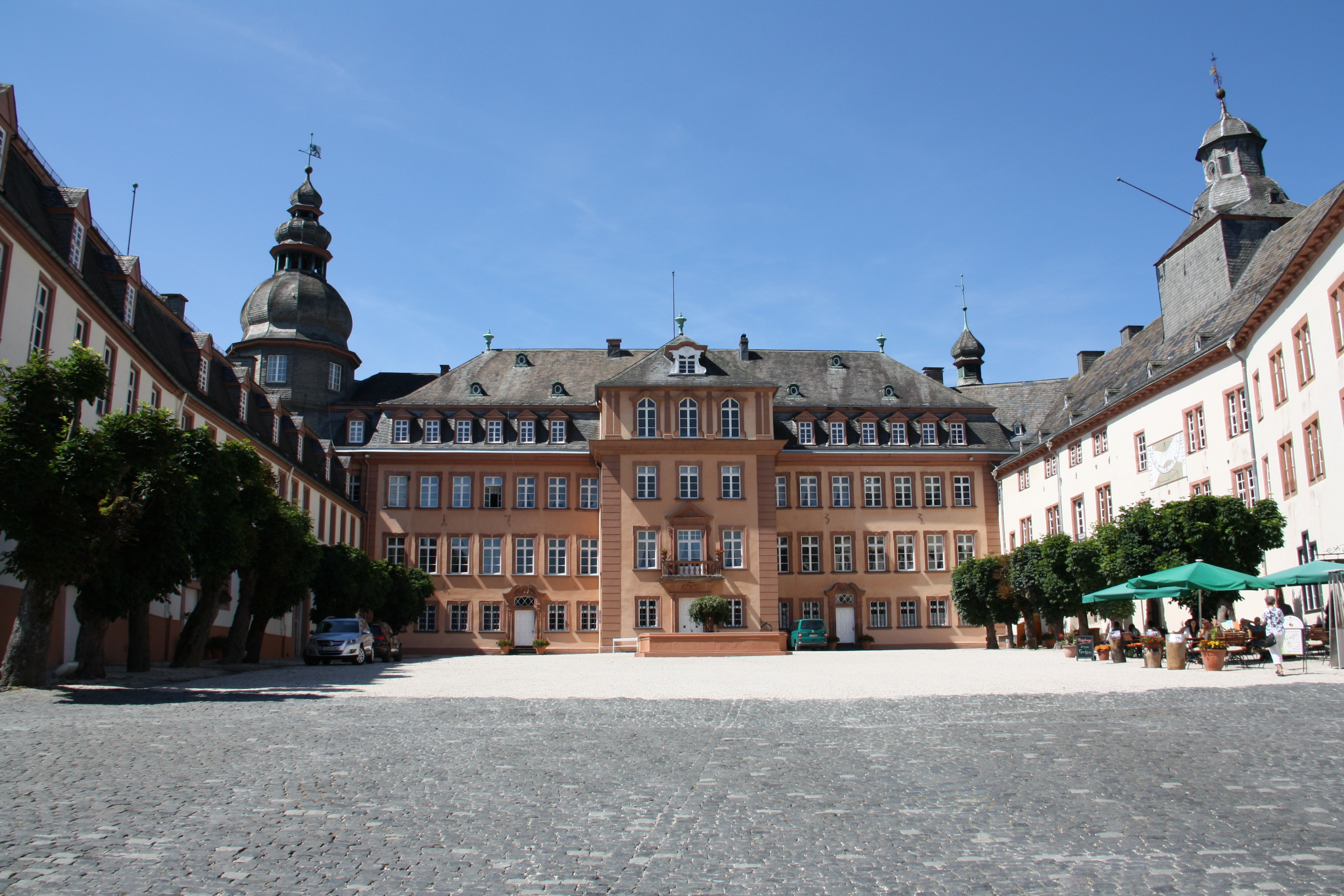
Château de Berleburg.
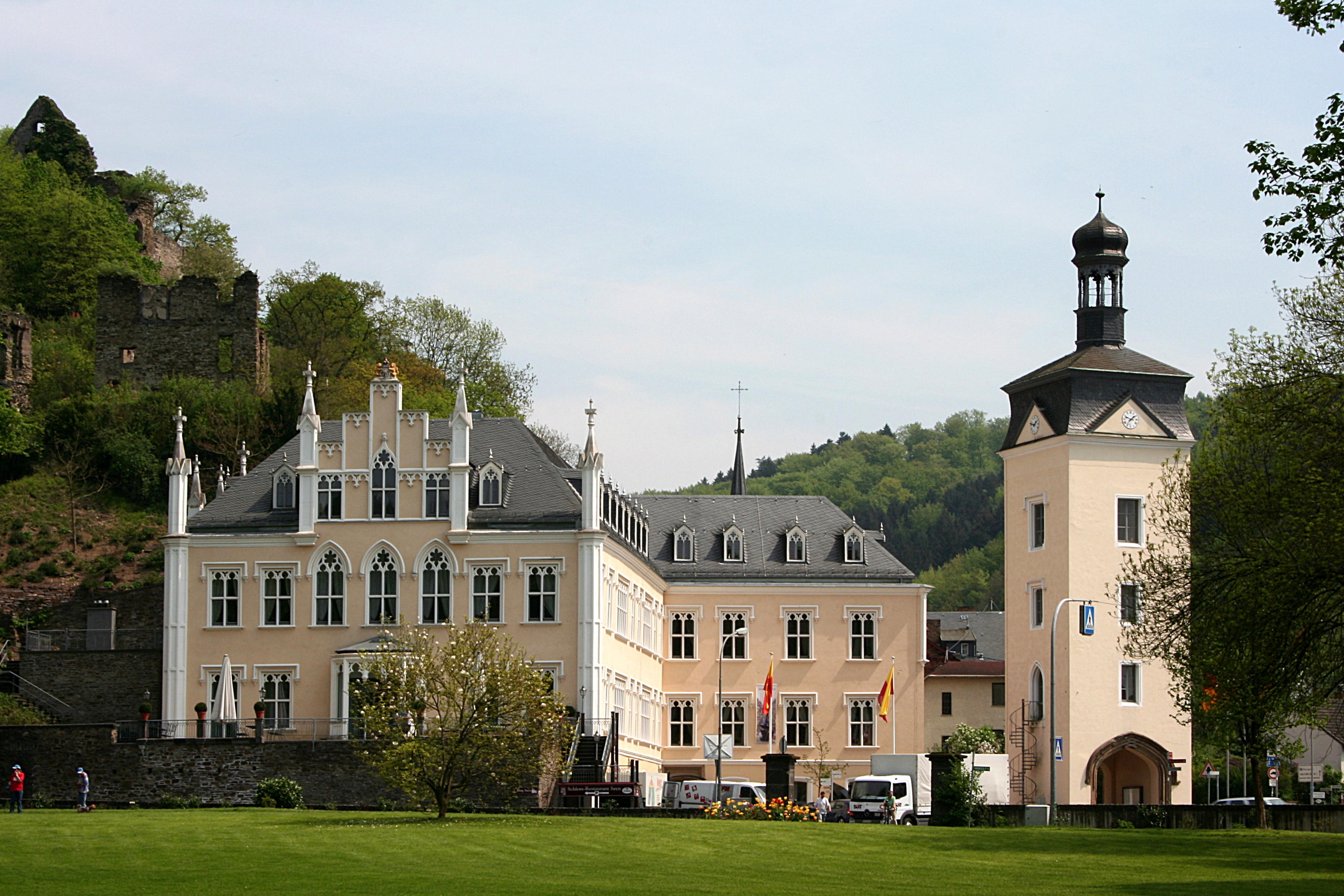
Château de Sayn à Bendorf.